# Pulcheria cinescens
Pulcheria cinescens là một loài bướm đêm trong họ Noctuidae.